# Meconopsis exilis
Meconopsis exilis är en vallmoväxtart som beskrevs av Tosh.Yoshida, H.Sun och Grey-wilson. Meconopsis exilis ingår i släktet bergvallmor, och familjen vallmoväxter. Inga underarter finns listade i Catalogue of Life.